# Старокульшарипово
Старокульшарипово — село в Асекеевском районе Оренбургской области, административный центр сельского поселения  Старокульшариповский сельсовет.

## География
Находится на правом берегу реки Большой Кинель на расстоянии примерно в 16 километров на юго-восток от районного центра Асекеево.

## Население
Население составляло 995 человека в 2002 году (98% татары),  913 по переписи 2010 года.